# Alispán
Alispán (pronunciado alishpan) (en latín: vicecomes, en alemán: vizegespan) es un cargo húngaro que estaba ligado con el gobierno de los condados del Reino de Hungría durante la Edad Media y la Edad Moderna. Después del ispán (gobernador del condado), el alispán era el más prestigioso y poderoso.

## Descripción del cargo político-administrativo
El significado literal de alispán es "sub-ispán" y era un cargo ocupado en el condado o provincia húngara donde éste representaba a los nobles ante el rey y ante otros nobles. En su ausencia substituía al ispán (gobernador de condado), e igualmente se encargaba de la administración económica, judicial y militar de la condado. Puesto que el ispán frecuentemente estaba a la cabeza de varios condados al mismo tiempo, y muchas veces no vivía en el condado, el alispán llevaba a cabo prácticamente todas las funciones en su lugar. 
Durante la Edad Media y hasta aproximadamente finales del siglo XVII, el alispán era elegido de entre los nobles más pudientes y prestigiosos que se hallaban entre los servidores del gobernador del condado (ispán), quien siempre era un miembro de la aristocrácia y ocupaba su cargo vitaliciamente, o hasta que el rey lo decidiese. De esta manera siempre había sido el anhelo de todos los miembros de la nobleza media el ascender al cargo de alispán. A medida que la Edad Media iba siendo dejada atrás, el sistema cambió gradualmente. El alispán cumplía un período de servicio de seis años y era electo por la asamblea de nobles del condado.
Tras la llegada del Comunismo a Hungría el cargo fue eliminado posteriormente en 1950.